# 檜葉寄生
檜葉寄生（学名：Korthalsella japonica）为槲寄生科檜葉寄生屬下的一个种。

## 延伸阅读
[在维基数据编辑]
 《植物名實圖考·栗寄生》，出自吳其濬《植物名實圖考》